# Liwa al-Fatah
Liwa al-Fatah  (arabe : لواء الفتح, « La Brigade de la conquête ») est un groupe rebelle de la guerre civile syrienne.

## Histoire

### Fondation

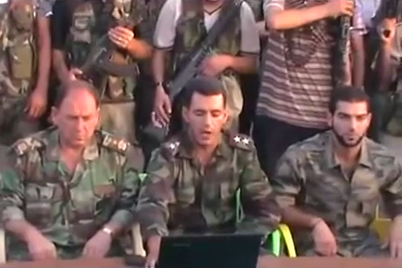
Chefs de Liwa al-Fatah, lors de la fondation du groupe à Tall Rifaat en 2012.

Liwa al-Fatah est formé en 2012, il est basé principalement à Tall Rifaat — jusqu'à sa prise par les YPG en février 2016 — mais est également présent dans les gouvernorats d'Alep, Lattaquié, Idleb, Raqqa et Hassaké ,.

### Affiliations
Liwa al-Fatah fait partie des groupes qui forment le 26 avril 2015 la chambre d'opérations Fatah Halab, active dans le gouvernorat d'Alep.
Il intègre la Chambre d'opérations Hawar Kilis en avril 2016.
Le Liwa al-Fatah aurait rallié le Front du Levant, au moins à partir de début 2017.
Fin 2017, le groupe intègre l'Armée nationale syrienne.

## Idéologie
Le groupe est islamiste sunnite modéré.

## Commandement
Le groupe est commandé par le colonel Haitham Darweesh, relevé en décembre 2012, il est remplacé par le colonel Radwan Qarandel. Parmi les autres chefs figurent le major Anas Ibrahim Abdel Kareem Aleito, Nur al-Hilal Abu Bakr, Muhamed Nur Haj Zaki et Abu Mahmoud.